# جون ستاب
جون بول ستاب (بالإنجليزية: John Stapp)‏, حاصل على درجة الدكتوراة، عقيد في القوات الجوية الأمريكية (متقاعد-متوفى) (ولد في 11 يوليو عام 1910، توفي في 13 نوفمبر عام 1999)، عمل كضابط في القوات الجوية الأمريكية، جراح عسكري ورائد في دراسة تأثير قوى التسارع والتباطؤ على البشر، كان زميلًا ومعاصرًا للضابط تشاك يياجر، وأصبح معروفـًا بـ«أسرع رجل على سطح الأرض».

## سنواته المبكرة
ولد جون بول ستاب (والدته السيدة تشارلز ف. ستاب) في باهيا، بالبرازيل. تلقى «جون» تعليمه التمهيدي في مدرسة براونوود الثانوية في براونوود بولاية تكساس، وأكاديمية سان ماركوس، في سان ماركوس بولاية تكساس. في العام 1931 حصل الرجل على درجة البكالوريوس من جامعة بايلور في مدينة واكو بولاية تكساس، ودرجة الماجستير في العلوم النظرية من نفس الجامعة في عام 1932، كما حصل على درجة الدكتوراة في علم الفيزياء الحيوية من جامعة تكساس بمدينة أوستن في العام 1940، حصل «ستاب» أيضًا على درجة دكتور في الطب من جامعة مينيسوتا في عام 1944، عمل لسنة واحدة في مستشفى سانت ماري في مدينة دولتوث بمينيسوتا. حصل ستاب على دكتور في العلوم كدرجة فخرية من جامعة بايلور.

## حياته العسكرية

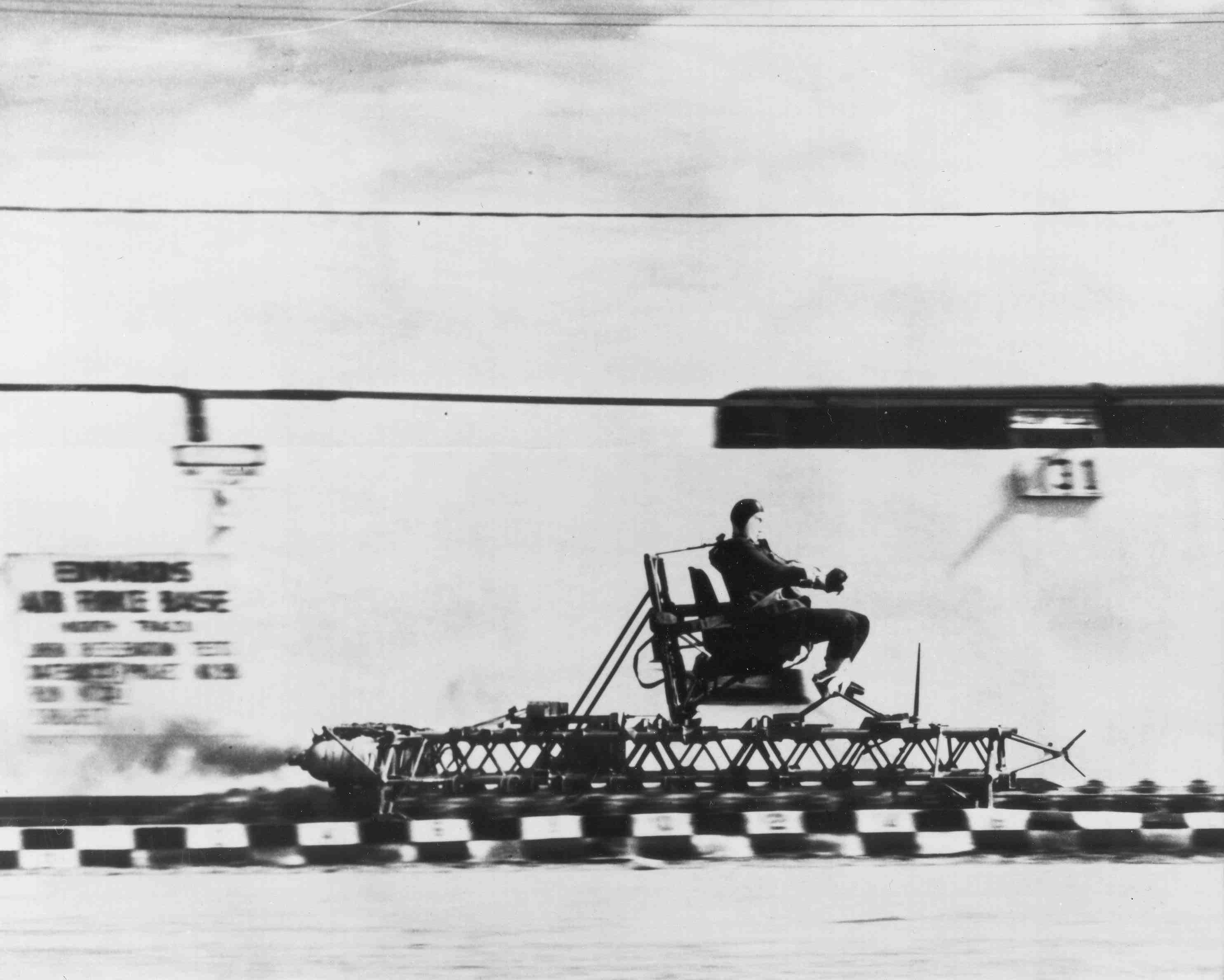
جون ستاب راكبًا زلاجة صاروخية بقاعدة إدواردز للقوات الجوية.

التحق ستاب بسلاح الجو الأمريكي في الخامس من أكتوبر عام 1944، وتم نقله في العاشر من أغسطس سنة 1946 إلى المختبر الطبي الجوي في قاعدة رايت باترسون الجوية كمسئول عن مشروع ومستشار طبي في الفيزياء الحيوية. شملت مهمته كمسئول عن مشروع مجموعة من الرحلات الجوية لاختبار أنظمة أكسجين بالطائرات التي يختلف الضغط بداخلها عن ضغط الغلاف الجويّ المعتاد على ارتفاع 40.000 قدم أي ما يعادل 12.2 كيلو متر.
كان أحد أكبر مشكلات الطيران على ارتفاعات كبيرة هو خطر ما يسمى بداء الغواص (داء تخفيف الضغط)، إلا أن عمل ستاب قد نجح في حل تلك المشكلة ومشكلات أخرى مما أدى إلى ظهور الطائرات الحديثة التي يمكنها الطيران لارتفاعات كبيرة، بالإضافة إلى تقنيات القفز الحر من تلك الطائرات. تم إشراكه بمشروع التباطؤ في مارس من العام 1947. في عام 1967 أعارته القوات الجوية إلى «إدارة سلامة المرور على الطرق السريعة» لإجراء أبحاث على سلامة السيارات.تقاعد د. ستاب في عام 1970 من القوات الجوية الأمريكية برتبة عقيد.

## العمل على تأثيرات التسارع
في عام 1945 أدرك موظفو الخدمة الحاجة إلى مجموعة شاملة ومحكمة من الدراسات التي من شأنها أن تؤدي إلى المفاهيم الأساسية التي يمكن تطبيقها للحصول على حماية أفضل لركاب الطائرات في حال اصطدامها. كان الغرض من المرحلة الأولى من البرنامج - التي وضع أساسها بواسطة معمل الطب الجوي في مركز رايت للتنمية الجوية - هو تطوير معدات وأجهزة يمكن من خلالها محاكاة تصادم الطائرات ومن ثم دراسة عوامل قوة المقاعد وأحزمتها، وتعامل البشر مع قوى التباطؤ التي تحدث في الطائرات المحاكة.
عندما بدأ ستاب أبحاثه في عام 1947، كان علماء الطيران قد استقروا على أن المرء يلاقي معاناة شديدة إذا ما تعرض لقوة مقدارها 18 جي، غير أن «ستاب» قد حطم هذا الحاجز عندما عرض نفسه طواعيةً لمزيد من «القوة جي» أكثر من أي شخص آخر. عانى «ستاب» من اصابات متكررة ومختلفة؛ شملت كسورا في الأطراف، والضلوع وانفصال الشبكية، وجروحات متفرقة تسببت في النهاية في مشكلات مزمنة في الرؤية نشأت عن انفجار الأوعية الدموية في عينيه بشكل دائم. في أحد رحلاته الصاروخية النهائية عُرّضَ «ستاب» لعجلة تساوي 46.2 مرة قدر قوة عجلة الجاذبية.

## وفاته
توفى «ستاب» (وفاة طبيعية) في منزله في ألاموجوردو عن عمر ناهز 89 عامـًا، وبصورة مميزة عاش «ستاب» طويلًا مقارنةً بما تعرض له جسده من قوى شديدة خلال سنوات طويلة قضاها في البحث.
1. ↑   https://www.nationalmedals.org/laureates. {{استشهاد ويب}}: |url= بحاجة لعنوان (مساعدة) والوسيط |title= غير موجود أو فارغ (من ويكي بيانات) (مساعدة)
2. ↑   https://www.nmspacemuseum.org/inductee/john-p-stapp/. اطلع عليه بتاريخ 2023-07-17. {{استشهاد ويب}}: |url= بحاجة لعنوان (مساعدة) والوسيط |title= غير موجود أو فارغ (من ويكي بيانات) (مساعدة)
3. ↑  Space Hall of Fame Inducts Mitchell and Three Others (بالإنجليزية), Roswell, 13 Sep 1979, p. 22, QID:Q7370099{{استشهاد}}:  صيانة الاستشهاد: مكان بدون ناشر (link)
4. ↑   https://www.fi.edu/en/laureates/john-paul-stapp. {{استشهاد ويب}}: |url= بحاجة لعنوان (مساعدة) والوسيط |title= غير موجود أو فارغ (من ويكي بيانات) (مساعدة)